# Hörspiel des Monats
Das Hörspiel des Monats ist ein Hörspielpreis, der seit 1977 monatlich von der Deutschen Akademie der Darstellenden Künste in Bensheim für jeweils ein Hörspiel vergeben wird. Die Auswahl trifft eine jährlich wechselnde, dreiköpfige Jury. Sie trifft ihre Wahl aus den von den Sendern für den Monat nominierten Ursendungen aller ARD-Sender sowie seit 2019 auch aus den Programmen des Schweizer Radio und Fernsehens (SRF) und des Österreichischen Rundfunks (ORF). Aus den jeweils zwölf Hörspielen des Monats aus einem Jahrgang wird seit 1987 ein Hörspiel des Jahres gewählt. Ziel des undotierten Ehrenpreises ist es, der Kunstgattung zu publizistischer Resonanz und einem kritischen Echo zu verhelfen.
Seit 2005 wird das Hörspiel des Jahres in öffentlichen Vorführungen in Bensheim und Frankfurt am Main präsentiert. Das Hörspiel des Jahres gehört zusammen mit dem Hörspielpreis der Kriegsblinden zu den renommiertesten Auszeichnungen im Bereich der Hörkunst.

## Preisträger 1977 bis 1986
1977
Jury: Eva-Maria Lenz, Michael Schwarze, Günter Vogt, Vertretung: Volker Hage, gastgebender Sender: Hessischer Rundfunk (HR)
- April: Salamander-Hotel von Don Haworth. Regie: Mathias Neumann (HR)
- Mai: Die Sonne des fremden Himmels von Irena Vrkljan und Benno Meyer-Wehlack. Regie: Zvonimir Bajsić (SDR/SFB)
- Juni: Pause. Text und Regie: Ferdinand Kriwet (WDR)
- Juli: E-Schock & Neuroleptika von Theodor Weißenborn. Regie: Günther Sauer (HR)
- August: The show must go on von Peter Greiner. Regie: Gerlach Fiedler (NDR)
- September: Große Sprünge von János Gosztonyi. Regie: Hans Bernd Müller (SFB)
- Oktober: Robert, ich, Fastnacht und die anderen von Thomas Brasch. Regie: Jörg Jannings (RIAS/NDR/SDR)
- November: Wollsachen von Sebastian Goy nach einem Roman von Lars Gustafsson. Regie: Hermann Naber (SWF/NDR)
- Dezember: Aktion Abendsonne. Text und Regie: Diethard Klante (HR)

1978
Jury 01-06: Eva-Maria Lenz, Michael Schwarze, Günter Vogt, Vertretung: Volker Hage, gastgebender Sender: Hessischer Rundfunk (HR)
Jury 07-12: Eckhart Schmidt, Birgit Thiel-Weidinger, Thomas Thieringer, gastgebender Sender: Bayerischer Rundfunk (BR)
- Januar: Die Zwerge in der Stadt. Text und Regie: Urs Widmer (SDR/HR)
- Februar: … und bleibe ich immer Dein dankbar Dich liebendes Weib. Ein Leben in Briefen aus der Wilhelminischen Zeit von Valerie Stiegele. Regie: Ulrich Gerhardt (BR/hr/SFB)
- März: Die Verbände distanzieren sich von Herbert Lichtenfeld. Regie: Hanns Bernd Müller (RB)
- April: Geh aus mein Herz von Karl Otto Mühl. Regie: Heinz Dieter Köhler (WDR/SFB)
- Mai: Krankfeiern von Walter E. Richartz. Regie: Hermann Naber (BR/RIAS/WDR)
- Juni: Die neue Gesellschaft von Josef Škvorecký. Regie: Otto Düben (SDR) – Kunstkopfproduktion
- Juli: Der andere geigt, der nächste frißt Gras – Gertrud von Wolfgang Schiffer und Charles Dürr. Regie: Hein Bruehl (WDR)
- August: Fortsetzung einer Biographie von Hannelies Taschau. Regie: Otto Düben (WDR)
- September: Die 25. Stunde von George Tabori. Regie: George Tabori und Jörg Jannings (Mitarbeit) (RIAS)
- Oktober: Flüsterstücke oder Diese Rechte finden ihre Schranken von Dietrich Kayser. Regie: Raoul Wolfgang Schnell (BR/HR)
- November: Im Zirkus. Text und Regie: Raoul Wolfgang Schnell (WDR)
- Dezember: Musikwalze von Helga M. Novak. Regie: Hartmut Kirste (SDR)

1979
Jury 01–10: Eckhart Schmidt, Birgit Thiel-Weidinger, Thomas Thieringer, gastgebender Sender: Bayerischer Rundfunk (BR)
Jury 11–12: Peter Bellon, Hans Bender, Hans Jansen, Alfred Starkmann, Heinrich Vormweg, Vertretung: Norbert Schachtsiek-Freitag, gastgebender Sender: Westdeutscher Rundfunk (WDR)
- Januar: Protest von Václav Havel, Regie: Friedhelm Ortmann (WDR/SDR/SRG)
- Februar: Was du willst von Reinhard Hummel (RB/RIAS)
- März: Berührungen von Anthony Ingrassia, Regie: Götz Naleppa (RIAS)
- April: Infarkt von Joachim Walther, Regie: Manfred Marchfelder (RB/SDR)
- Mai: Besuch aus London von Alf Poss, Regie: Ernst Wendt (BR/SWF)
- Juni: Richthofen von Gert Hofmann, Regie: Walter Adler (HR/NDR/RIAS)
- Juli: Unten im Schwarzwald, eine Talgeschichte von Guntram Vesper (SWF)
- August: Wer hat Angst vor dem Milchmann? von Theo Gallehr (RB)
- September: Der Aufsatz von Antonio Skármeta, Regie: Bernd Lau (SWF)
- Oktober: Die Blechschmiede von Arno Holz in Bearbeitung von Klaus M. Rarisch, Regie: Heinz von Cramer (BR/RIAS/WDR)
- November: Der Tribun von Mauricio Kagel (WDR)
- Dezember: Octave von Peter Stephan Jungk (SDR)

1980
Jury: Peter Bellon, Hans Bender, Hans Jansen, Alfred Starkmann, Heinrich Vormweg, Vertretung: Norbert Schachtsiek-Freitag, gastgebender Sender: Westdeutscher Rundfunk (WDR)
- Januar: Unsere Träume vom privaten Leben von Christian Linder (WDR)
- Februar: Pflüger des Gletschers von George Ryga (SDR)
- März: Der Mörder klingelt nicht von Hans Häußler, Regie: Günther Sauer (HR/SDR)
- April: Die Schlange auf dem Kurfürstenplatz von Harald Kaas, Regie: Bernd Lau (BR/SWF)
- Mai: Frauen zwischen Hitler und Goethe von Rosa von Praunheim (RIAS)
- Juni: Scherereien mit Vater von Ernst Bruun Olsen, Regie: Ulrich Lauterbach (HR)
- Juli: Sprachspiel von Dieter Forte, Regie: Friedhelm Ortmann (WDR)
- August: Messerstecher von Erich Loest (WDR)
- September: Die Spitzensubstanz von Walter E. Richartz, Regie: Walter Adler (BR/HR/SFB)
- Oktober: Mein Großvater und die Weltgeschichte von György Dalos, Regie: Claus Villinger (SDR/NDR)
- November: Hilfe kommt mir von den Bergen von Gabriele Wohmann (WDR)
- Dezember: Der fliegende Mann von Fritz Rudolf Fries, Regie: Heinz von Cramer (SDR/HR)

1981
Jury 01-03: Peter Bellon, Hans Bender, Hans Jansen, Alfred Starkmann, Heinrich Vormweg, Vertretung: Norbert Schachtsiek-Freitag, gastgebender Sender: Westdeutscher Rundfunk (WDR)
Jury 04-12: Reinhard Döhl, Christian Hörburger, Rolf Vollmann, gastgebender Sender: Süddeutscher Rundfunk (SDR)
- Januar: Vogelgezwitscher von James Saunders, Regie: Hans Hausmann (SRG/WDR)
- Februar: Das fröhliche Endspiel von Ria Endres, Regie: Heinz von Cramer (WDR)
- März: Heimfahrt zweiter Klasse von Bernd Hackländer, Regie: Günter Bommert (WDR)
- April: Die Ketzer-Chronik von Heinz von Cramer (SFB/BR/HR)
- Mai: Die Messer von Manfred Janke nach Walentin Petrowitsch Katajew, Regie: Heinz von Cramer (SR)
- Juni: Edelweißpiraten sind treu, Ensemble der Bühnen der Stadt Köln (WDR)
- Juli: Ritt auf die Wartburg von Friederike Roth, Regie: Otto Düben (SDR)
- August: Die Fremde ist auch nur ein Haus von Aras Ören, Regie: Götz Naleppa (RIAS)
- September: Die Flucht von Gillian Jones, Regie: Kaye Mortley (SR/HR)
- Oktober: Hell genug und trotzdem stockfinster von Peter Steinbach, Regie: Bernd Lau (WDR)
- November: Ein seltsames Testament von Robert Pinget, Regie: Otto Düben (SDR)
- Dezember: Großes Auto für den heiligen Pedro Claver Hubert Fichte, Regie: Peter Michel Ladiges (SFB/NDR/SDR)

1982
Jury 01-08: Reinhard Döhl, Christian Hörburger, Rolf Vollmann, gastgebender Sender: Süddeutscher Rundfunk (SDR)
Jury 09-12: Jens Brüning, Ruth Kotik (Kotikova), Bernd Schmidt, Vertretung: Renée Zucker, gastgebender Sender: RIAS Berlin
- Januar: Zellengenossen von Janusz Anderman und Dniprestan von Alexander Afinogenow, Regie: Heinz von Cramer (WDR) / (SR/SFB)
- Februar: Noten an den Rand des Lebens von Christian Linder, Regie: Hans Gerd Krogmann (WDR)
- März: Kein Ort. Nirgends von Christa Wolf, Regie: Ernst Wendt (WDR/SDR)
- April: Der Schneider von Ulm von Barbara Honigmann, Regie: Otto Düben (SDR)
- Mai: Die verlorenen Spuren. Tagebuch einer Expedition zum Ursprung der Musik von Heinz von Cramer nach Alejo Carpentier, Regie: Heinz von Cramer (WDR)
- Juni: Becca kommt wieder von Sturmius Fischer, Regie: Ulrich Lauterbach (BR)
- Juli: Nicht vergeben
- August: Ein wahres Hörspiel von Hans Magnus Enzensberger nach Denis Diderot, Regie: Heiner Schmidt (SFB/SWF)
- September: Brandung von Gerhard Kelling, Regie: Rainer Clute (RIAS)
- Oktober: Konzert für Sprecher und Orchester e-moll von Dieter Kühn, Regie: Horst H. Vollmer (HR)
- November: Betriebsunfall von Bernard Krichefski (HR)
- Dezember: Eigentlich bin ich stumm von Jürgen Becker, Regie: Arturo Möller (WDR)

1983
Jury: Jens Brüning, Ruth Kotik (Kotikova), Bernd Schmidt, Vertretung: Renée Zucker, gastgebender Sender: RIAS Berlin
- Januar: Festung Breslau – eine dokumentarische Radiorhapsodie von Jerzy Tuszewski (WDR)
- Februar: Brennende Geduld von Antonio Skármeta, Regie: Bernd Lau (SWF/BR/SFB)
- März: Fantastische Tragödie von der Zigeunerin Celestina oder Geschichte von Liebe und Zauber – samt einigen Zitaten aus der berühmten Tragikomödie von Calisto und Melibea von Alfonso Sastre, Regie: Götz Naleppa (RIAS)
- April: Die Mainzer Begegnung mit dem Tod von Hans Kasper, Regie: Oswald Döpke (SR/WDR)
- Mai: Auf Sand gebaut – Eine Berliner Kindheit von Harald Nehring, Regie: Jörg Jannings (RIAS)
- Juni: Mordende Worte von Peter Jacobi, Regie: Dieter Carls (WDR)
- Juli: Der Veteran von Marie Luise Kaltenegger, Regie: Ludwig Schultz (SFB)
- August: Drei schwere Fälle von Nächstenliebe von Werner Sprenger, Regie: Hartmut Kirste (BR)
- September: Brief an einen Sohn von George Ryga, Regie: Horst H. Vollmer (SDR/RIAS)
- Oktober: Jubiläum von George Tabori, Regie: Jörg Jannings (RIAS/BR)
- November: Der Heilige Krieg von Luís de Sttau Monteiro, Regie: Urs Helmensdorfer (NDR/DRS)
- Dezember: Countdown von Günter Kunert, Regie: Heiner Schmidt (BR)

1984
Jury 01: Jens Brüning, Ruth Kotik (Kotikova), Bernd Schmidt, Vertretung: Renée Zucker, gastgebender Sender: RIAS Berlin
Jury 02-12: Jutta Duhm-Heitzmann, Herbert Glossner, Josef Singldinger, gastgebender Sender: Norddeutscher Rundfunk (NDR)
- Januar: So lebt er hin von Thomas Walter, Regie: Götz Naleppa (RIAS)
- Februar: Die einzige Geschichte von Friederike Roth, Regie: Heinz von Cramer (SDR)
- März: Der verbotene Garten – Fragmente über d'Annunzio von Tankred Dorst, Regie: Hans Gerd Krogmann (SDR)[2]
- April: Die rundeste Geschichte der Welt von Edwin Ortmann, Regie: Horst Loebe (NDR)
- Mai: …nach einer Lektüre von Orwell von Mauricio Kagel (WDR)
- Juni: Cordoba oder die Kunst des Badens von Melchior Schedler. Musik: Peter Zwetkoff. Regie: Otto Düben (SDR, Hörspiel des Jahrzehnts)
- Juli: Wallraff kommt von Wolf Deinert, Regie: Norbert Schaeffer (SFB)
- August: Der Schmetterlingstraum von Wang Meng, Regie: Heinz Dieter Köhler (WDR)
- September: Abgrund von Hans Häußler, Regie: Christian Gebert (SFB)
- Oktober: Frau Zarik von Ludwig Fels, Regie: Klaus Mehrländer (WDR)
- November: Requiem für einen spanischen Landmann von Bernd Lau nach Ramón J. Sender (NDR)
- Dezember: Angst auf der Haut – eine münchner Zukunftsgeschichte von Hans Jürgen Buber, Regie: Heinz Nesselrath (SWF)

1985
Jury 01-02: Jutta Duhm-Heitzmann, Herbert Glossner, Josef Singldinger, gastgebender Sender: Norddeutscher Rundfunk (NDR)
Jury 03-12: Klaus Robert Bachmann, Reinhard Hübsch, Stephan Krass, gastgebender Sender: Südwestfunk (SWF)
- Januar: Woran ich mich erinnere von Ivana Trisic, Regie: Darko Tatic (SFB/ORF)
- Februar: H. ein Abendbild von Wilfried F. Schoeller (HR)
- März: Warum? Im Namen Gottes von J. P. R. Ochieng'-Odero (Jimi Patt Roberts), Regie: Günther Sauer (WDR)
- April: Von einer wunderbaren Aufhebung der Schwerkraft in St. Michael zu Wharton (Suffolk Trilogie 0) von Carey Harrison, Regie: Bernd Lau (SWF)
- Mai: Die Soldaten (Hörwerk für Stimmen Nr. 9) von Barry Bermange (SFB/NDR/ORF)
- Juni: Der Desaster-Club von Ingomar von Kieseritzky, Regie: Dieter Hasselblatt (BR)
- Juli: Burning Love von Fitzgerald Kusz, Regie: Götz Naleppa (RIAS)
- August: Berlin – Ein Meer des Friedens von Einar Schleef, Regie: Robert Matejka (SFB)
- September: Krötenbrunnen von Friederike Roth, Regie: Heinz von Cramer (SDR)
- Oktober: Nicht vergeben
- November: Die Sachevon Thomas Kirdorf, Regie: Bernd Lau (HR/SDR)
- Dezember: Largo, von Volker Erbes, Regie: Heinz von Cramer (HR)

1986
Jury 01-04: Klaus Robert Bachmann, Reinhard Hübsch, Stephan Krass, gastgebender Sender: Südwestfunk (SWF)
Jury 05-12: Christiane Böhler-Auras, Heinz Mudrich, Gerhard Schmidt-Henkel, gastgebender Sender: Saarländischer Rundfunk (SR)
- Januar: Einen für unterwegs von Harold Pinter, Regie: Hans Hausmann (DRS/WDR)
- Februar: Bettines letzte Liebschaften, von Dieter Kühn, Regie: Horst H. Vollmer (HR/NDR)
- März: Der Smaragd von Donald Barthelme, Regie: Heinz von Cramer (SDR)
- April: Ich, Feuerbach von Tankred Dorst, Regie: Hans Gerd Krogmann (SDR)
- Mai: Totenfloß von Harald Müller, Regie: George Tabori (HR/BR/SWF)
- Juni: Sündflut von Frank Manley, Regie: Dieter Carls (WDR)
- Juli: An die Freunde. Ein Requiem von Urs Widmer (SWF/HR)
- August: Massbach von Florian Felix Weyh, Regie: Friedhelm Ortmann (WDR)
- September: Waschtag von Friedrich Christian Delius, Regie: Klaus Wirbitzky (WDR)
- Oktober: Nur der liebe Gott hat das recht, seinen Nächsten zu töten oder: Chabut von Ingomar von Kieseritzky, Regie: Dieter Hasselblatt (BR)
- November: Kindereien von Raymond Cousse, Regie: Bernd Lau (SR)
- Dezember: Erste Nacht Letzte Nacht von George Tabori und Jörg Jannings (RIAS/NDR)

## Preisträger 1987 bis 1996
1987
Jury: Christiane Böhler-Auras, Heinz Müdrich, Gerhard Schmidt-Henkel. Gastgebender Sender: Saarländischer Rundfunk (SR)
- Januar: Liebes Volk… Mehrstimmige Rede zur Lage der Nation von Jürgen Geers und Inge Kurtz (HR/NDR/SFB/SWF/WDR)
- Februar: Liebe Frau Mermet von Jürg Amann, Regie: Hans Bernd Müller (RB)
- März: Literatur Das Leben oder Cui Bono von Ingomar von Kieseritzky, Regie: Norbert Schaeffer (SWF)
- April: Der Augenblick des Verlangens von Manfred Herold und Alfred Behrens (NDR/SR)
- Mai: Ich sterbe vor Durst an der Quelle von Hubert Fichte, Regie: Peter Michel Ladiges (SDR)
- Juni: Die Brücke am Lipper Lay von Erich Loest, Regie: Friedrich Sauer (HR)
- Juli: Die bonbonrosa fluoreszierende Einkaufstasche oder Frau Marlies Hennipmann probt den Aufstand von Jacqueline Crevoisier, Regie: Ursula Weck (SR)
- August: Nicht vergeben
- September: Gemälde einer Schlacht von Howard Barker, Regie: Roy Kift (RIAS/RB/SWF) – Hörspiel des Jahres
- Oktober: Der Dybbuk von Salomon An-ski, Regie: Szymon Szurmiej (WDR)
- November: War da was? von Roderich Feldes, Regie: Klaus Mehrländer (WDR)
- Dezember: Ein Fallen lassen von Peter Jacobi (SR)

1988
Jury: Sybille Simon-Zülch, Gert Sautermeister, Detlef Wolff. Gastgebender Sender: Radio Bremen (RB)
- Januar: Der tolle Tonmeister von Urs Widmer (SWF/NDR/WDR)
- Februar: Nichts passiert – Sechs Reporter suchen die Wirklichkeit von Jürgen Geers (HR)
- März: Mordnilapsuspalindrom von Oskar Pastior, Regie: Hans Gerd Krogmann (WDR/SFB/SR)
- April: Der Kongress reitet von Roland Topor, Regie: Horst H. Vollmer (HR/NDR/SDR) – Hörspiel des Jahres
- Mai: Ballade vom Tag, der nicht vorüber ist von Gert Loschütz, Regie: Norbert Schaeffer (SDR/NDR/WDR)
- Juni: Nicht vergeben
- Juli: Das Depot von Paul Kohl, Regie: Ferdinand Ludwig (HR)
- August: Feuer am Bodensee von Jiří Polák, Regie: Ulrike Brinkmann (HR)[3]
- September: Frauenlos von Ingomar von Kieseritzky, Regie: Karin Bellingkrodt (SFB/ORF)
- Oktober: Pointer und die Herren im Dunkel von Michael Stein, Regie: Bernd Lau (SFB)
- November: Das Ende der Träume von Bruno Schulz und Matthias Brand, Regie: Bärbel Jarchow-Frey (RIAS)
- Dezember: Wer Sie sind von Peter Jacobi, Regie: Dieter Carls (WDR)

1989
Jury: Eva-Maria Lenz, Mechthild Zschau, Paul Joseph Raue. Gastgebender Sender: Hessischer Rundfunk (HR)
- Januar: Der Klang der stummen Flöte von Bill Fontana (WDR)
- Februar: Krieg von Rainald Goetz, Regie: Ulrich Gerhardt (SWF)
- März: nicht vergeben
- April: Eingehängt von Anthony Minghella, Regie: Walter Adler (DLF)
- Mai: Winter in Wien von Ludwig Fels, Regie: Klaus Mehrländer (WDR)
- Juni: Valse Eternelle von Patricia Jünger und Ria Endres (SDR)
- Juli: De rien – Über nichts von Robert Pinget, Regie: Otto Düben (SDR)
- August: Ein Kind weint von James Saunders, Regie: Kurt Hübner (WDR)
- September: Sanierung von Václav Havel, Regie: Heinz Dieter Köhler (WDR/RIAS/DRS) – Hörspiel des Jahres
- Oktober: Die Minderleister von Peter Turrini, Regie: Robert Matejka (RIAS/ORF)
- November: Die Geschichten der drei Damen K. von Christa Maerker nach Helke Sander (SWF/SFB)
- Dezember: La Musica zwei von Marguerite Duras (NDR)

1990
Jury: Ellen Hofmann, Birgit Matuscheck-Labitzke, Jörg Drews. Gastgebender Sender: Bayerischer Rundfunk (BR)
- Januar: Orbis auditus – Das Lautlexikon. Eine akustische Enzyklopädie der Geräuschkunst von Andreas Ammer, Regie: Carl-Ludwig Reichert (BR) – Hörspiel des Jahres
- Februar: Lange bevor es passierte von Michael Gaida, Regie: Irene Schuck (BR)
- März: Tagträumer von William Mastrosimone, Regie: Irene Schuck (SDR)
- April: szenen aus dem wirklichen leben von Ernst Jandl, Musik: Ernst Kölz (BR/HR/SWF)
- Mai: Tecumseh – Bericht von meinem Tode von Adolf Schröder, Regie: Bernd Lau (HR/RB)
- Juni: Sentimentale Erzählungen von Luc Ferrari (La Muse En Circuit für den SWF)
- Juli: Total real von Jens Hagen, Regie: Hans Helge Ott (RB)
- August: Welthören, Teil 3: Asien hören von Hansjörg Schmitthenner (HR/BR/SFB)
- September: Ubu Roi – König Ubu von Alfred Jarry in der 'Wiener Fassung' von H. C. Artmann, Regie: Heinz Hostnig (BR/NDR/ORF)
- Oktober: Stille Helden siegen selten von Karl-Heinz Schmidt-Lauzemis und Ralph Oehme (HR/Sachsen Radio Leipzig/SFB)
- November: Is was – was is: Robert Lax – ein Portrait von Sigrid Hauff, Regie: Herbert Kapfer (BR)
- Dezember: Das Hör-Spiel-Spiel. Ein Erkundungsgang auf den Tonspuren der akustischen Kunst von Karl H. Karst (HR/RIAS)

1991
Jury: Brigitte Knott-Wolff, Frank Olbert, Norbert Schachtsiek-Freitag. Gastgebender Sender: Westdeutscher Rundfunk (WDR)
- Januar: Die sehr merkwürdigen Jazz-Abenteuer des Herrn Lehmann von Horst Giese (RIAS)
- Februar: Der Schatten und sein Schatten von Hubert Wiedfeld, Regie: Norbert Schaeffer (NDR/SDR/SR) – Hörspiel des Jahres
- März: Roberte und Gulliver von Pierre Klossowski, Regie: Norbert Schaeffer (SWF)
- April: Der Profi von Dušan Kovačević, Regie: Götz Fritsch (WDR/ORF)
- Mai: Einführung in den Kitsch. Sterbefälle von Dietmar Guth, Regie: Norbert Schaeffer (BR/RB)
- Juni: Dora von Hélène Cixous, Regie: Marguerite Gateau (SWF)
- Juli: Nada. Nichts von Friederike Mayröcker, Regie: Norbert Schaeffer (SDR)
- Juli: Eine Liebesgeschichte oder sowas von Raymond Federman in Bearbeitung und unter Regie von Götz Naleppa (BR) Lobende Erwähnung
- August: Das Haus auf den Knochen oder Auf Wiedersehen unsere Hoffnung von Andrzej Mularczyk, Regie: Klaus-Dieter Pittrich (WDR)
- September: Iphigenie in Freiheit von Volker Braun, Regie: Karlheinz Liefers (Funkhaus Berlin)
- Oktober: Einen Freund weniger von Erich Loest, Regie: Peter Groeger (Sachsen Radio/WDR)
- November: Schillers Leiche von Uwe Mengel, Regie: Holger Rink (SFB)
- Dezember: Shadow – Landscape with Argonauts von Heiner Goebbels (SWF)

1992
Jury: Sabine Rauh-Rosenbauer, Mechthild Zschau, Christian Hörburger. Gastgebender Sender: Süddeutscher Rundfunk (SDR)
- Januar: Ist es noch weit nach Amerika oder Der Traum des 12. Oktober von Melchior Schedler, Regie: Jürgen Dluzniewski (BR/Funkhaus Berlin)
- Februar: MALSTROMSÜDPOL von Heiner Goebbels nach Heiner Müller (SDR)
- März: Roter Stern von Simone Schneider, Regie: Ulrich Gerhardt (BR/SFB)
- April: Berger und Levin (3): Der Junge, der Geschichten auf Flugzeuge schrieb. von Adolf Schröder, Regie: Norbert Schaeffer (NDR)
- Mai: Der Erdbebenforscher von Gisela von Wysocki, Regie: Hans Gerd Krogmann (BR/NDR) – Hörspiel des Jahres
- Juni: Schlußfeier von Roland Lang, Regie: Walter Adler (SDR)
- Juli: Seelsorge am Gletscher von Armin Stolper nach Halldór Laxness, Regie: Joachim Staritz (MDR)
- August: Biologie und Tennis von Alfred Andersch, Regie: Hartmut Kirste (SWF)
- September: Die Atlantonauten von Patricia Görg, Regie: Hermann Naber (SWF)
- Oktober: Die Birnen von Ribbeck von Friedrich Christian Delius, Regie: Ulrich Gerhardt (NDR/MDR)
- November: Big Bang von Friedrich Bestenreiner, Regie: Hans Helge Ott (RB)
- Dezember: Mercedes von Thomas Brasch, Regie: Joachim Staritz (MDR)

1993
Jury: Rolf Floß, Michael Hametner, Norbert Peschke. Gastgebender Sender: Mitteldeutscher Rundfunk (MDR)
- Januar: Go West von John von Düffel, Regie: Götz Naleppa (ORB/RIAS)
- Februar: Stalingrad (Teil 1 und 2) von Walter Kempowski und Walter Adler (BR/HR/MDR/SWF)
- März: Nix von Peter Wawerzinek, Regie: Barbara Schäfer (SFB/DS-Kultur)
- April: Unser Boot nach Bir ould Brini von Christian Geissler, Regie: Hermann Naber (SWF) – Hörspiel des Jahres
- Mai: Rote Schuhe von Esther Dischereit, Regie: Stefanie Hoster (SR)
- Juni: Die Außenstelle von Ádám Bodor, Regie: Peter Groeger (MDR/ORF)
- Juli: Der Wind geht gen Mittag und kommt herum zur Mitternacht von Marusa Krese, Biljana Jovanović, Rada Iveković, Radmila Lazić und Duška Perišić-Osti, Regie: Annette Jainski (SFB/SWF/BR)
- August: Aktenlos oder der Hamster im Laufrad von Ingomar von Kieseritzky, Regie: Karin Bellingkrodt (DS-Kultur)
- September: Mir nichts dir nichts von Eugen Ruge, Regie: Günther Rücker (SDR/ORB)
- Oktober: Die Liebe, der Tod und die Wörter von Alfred Behrens (NDR/DS-Kultur)
- November: Wildnis leben von Gisela von Wysocki, Regie: Ulrich Gerhardt (HR/NDR/WDR)
- Dezember: Hasen und Jäger von Dieter Schubert, Regie: Bärbel Jarchow-Frey (RIAS/ORB)

1994
Jury: Jutta Duhm-Heitzmann, Elsbeth Wolffheim, Hans-Jürgen Krug. Gastgebender Sender: Norddeutscher Rundfunk (NDR)
- Januar: Udo der Stählerne von Theodor Weißenborn nach Joseph Alois Gleich, Regie: Götz Naleppa (RIAS)
- Februar: Die Fragen des Yeti oder die Lichtung von Ingomar von Kieseritzky, Regie: Walter Adler (SDR)
- März: Letzte Sprünge oder die Erlösung des G. von Iris Disse und David Höner (NDR)
- April: Phil Perfect erzählt: Legenden des Rock 'n Roll 1–3 Drei Akustik-Strips von Serge Clerc und François Gorin, Hörspielbearbeitung: Barbara Schäfer (WDR)
- Mai: Max Aurach von W. G. Sebald in Bearbeitung von Ulrich Gerhardt (BR)
- Juni: Worte des Meeres in den Wind geschrieben von Harald Brandt, Regie: Burkhard Schmid (HR/DLR)
- Juli: Wir ganz allein von Anne Devlin, Regie: Robert Matejka (SR)
- August: Viererpack von Christian Bieniek (HR)
- September: Nicht vergeben
- Oktober: Zyniker von Anatoli Marienhof, Regie: Hans Gerd Krogmann (NDR)
- November: Verwandlungen von Richard Huelsenbeck, Regie: Ulrich Gerhardt (BR) – Hörspiel des Jahres
- Dezember: Gold-Dreck von Hansjörg Schneider und Jürg Weibel (SWF)

1995
Jury: Angelika Griebner, Gaby Hartel, Christian Deutschmann. Gastgebender Sender: Sender Freies Berlin (SFB)
- Januar: Der Mann, der zweimal lebte von Max Ehrlich, Regie: Norbert Schaeffer (NDR/SDR)
- Februar: Kein Frühling, kein Herbst von Conny Frühauf, Regie: Hans Helge Ott (RB)
- März: Johanna von der U-Bahn von Vidosav Stevanović, Regie: Barbara Plensat (ORB)
- April: Der Anbieter von Dieter Hildebrandt, Regie: Lutz Volke (SFB)
- Mai: Der Krieg geht zu Ende – Chronik für Stimmen – Januar bis Mai 1945 von Walter Kempowski, Regie: Walter Adler (HR/BR/NDR/SWF)
- Juni: Hotels – ein akustisches Triptychon von Raoul Schrott und Klaus Buhlert (BR) – Hörspiel des Jahres
- Juli: Fromme Lügen von Irene Dische, Regie: Irene Schuck (MDR)
- August: Nicht vergeben
- September: Die Welt ist rund von Gertrude Stein, Regie: Ulrich Gerhardt (SDR)
- Oktober: Moss Tales von David Moss (SFB)
- November: Mein wunderbares Schattenspiel von Peter Steinbach und Christoph Busch (WDR)
- Dezember: Alex von Simone Schneider, Regie: Stefan Hardt (BR/DLR)

1996
Jury: Peter W. Jansen, Bettina Schulte, Wolfram Wessels. Gastgebender Sender: Südwestfunk (SWF)
- Januar: Gestaltschmerz von Schuldt (NDR/BR)
- Februar: Straten. Unterirdischer Tourismus von Maria Volk, Regie: Peter Lübke (Peter Lübke/Maria Volk/BR)
- März: Delta von Susanne Amatosero (NDR/SR)
- April: Watt von Samuel Beckett, Regie: Ulrich Gerhardt (SWF)
- Mai: Germania 3 – Gespenster am toten Mann von Heiner Müller, Regie: Ulrich Gerhardt (DLF/ORB/SDR)
- Juni: Ist es, ist es nicht? – Will it be a Likeness? von John Berger, Regie: Klaus Buhlert (HR/TAT Frankfurt) – Hörspiel des Jahres
- Juli: So ist es gewesen von Natalia Ginzburg, Regie: Norbert Schaeffer (NDR)
- August: Der Wunderheiler von Brian Friel, Regie: Stefan Dutt (SR)
- September: Zweieinhalb Millionen von Uwe Mengel (SFB/RB/HR)
- Oktober: Die Offenbarung des Daniel Paul Schreber von Martin Burckhardt (BR)
- November: Der Sturz von Dirk Spelsberg, Regie: Norbert Schaeffer (HR/WDR)
- Dezember: In' Sack hau'n von Hermann Bohlen (WDR)

## Preisträger 1997 bis 2006
1997
Jury: Burkhard Baltzer, Andres Dittgen, Horst Glässner. Gastgebender Sender: Saarländischer Rundfunk (SR)
- Januar: Rocky Dutschke '68 von Christoph Schlingensief (WDR)
- Februar: Unruhe von Werner Kofler, Regie: Robert Matejka (ORF/HR)
- März: Grenzgang von Susanne Krahe, Regie: Jörg Schlüter (WDR)
- April: Bahlkes letzte Liebe von Oliver Bukowski, Regie: Joachim Staritz (DRL/NDR)
- Mai: Stadt aus Glas (New York Trilogie) von Paul Auster, Regie: Alfred Behrens (WDR/BR)
- Juni: Todesraten von Elfriede Jelinek und Olga Neuwirth (BR)
- Juli: Tacheles mit Dr. Klaun von Rainer Puchert, Regie: Albrecht Surkau (ORB)
- August: Jernigan von Erwin Koch und Friedrich Bestenreiner, Regie: Ulrich Lampen (HR)
- September: Die nackten Masken von Luigi Malerba, Regie: Norbert Schaeffer (NDR/SDR)
- Oktober: Going home von Dirk Spelsberg, Regie: Norbert Schaeffer (SDR)
- November: Annas zweite Erschaffung der Welt oder Die 81 Minuten des Fräulein A. von Lothar Trolle, Regie: Jörg Jannings (SDR/DLR)
- Dezember: Die Wiederholung von Heiner Goebbels (SWF) – Hörspiel des Jahres

1998
Jury: Christoph Köster, Kathrin Mosler, Sybille Simon-Zülch. Gastgebender Sender: Radio Bremen (RB)
- Januar: Walter Ruttmann Weekend Remix von Walter Ruttmann, Ernst Horn, Paul D. Miller und Mick Harris (BR)
- Februar: Mein Liebling bist du. Ein Schreckensfetzen von Chris Ohnemus, Regie: Hans Gerd Krogmann (DLR/SR)
- März: Reich in Amerika von Tom Peuckert, Regie: Peter Groeger (SFB-ORB/ORF)
- April: Im Keller von Jan Philipp Reemtsma in der Bearbeitung von Charlotte Drews-Bernstein, Regie: Ulrich Gerhardt (NDR/SFB/SWF) – Hörspiel des Jahres
- Mai: Der Schwester Schatten von Inka Bach, Regie: Corinne Frottier (SFB/ORF)
- Juni: Warum ist es am Rhein so schön – Eine Berliner Geschichte von Peter Steinbach, Regie: Hans Gerd Krogmann (WDR/DLR/SDR)
- Juli: Prima Leben und Sparen von Andreas Neumeister (Dolores), Musik: Robert Lippok und Ronald Lippok (BR)
- August: Nicht vergeben
- September: Der Ritt auf dem Tetramorph von Patricia Görg, Regie: Hans Gerd Krogmann (SWR/BR/DLR/NDR)
- Oktober: Mädchengeburtstag von Daniel Douglas Wissmann, Regie: Gottfried von Einem (RB)
- November: Victoire von Françoise Gerbaulet, Regie: Jörg Schlüter (SR)
- Dezember: Kindertransport von Diane Samuels, Regie: Ulrike Brinkmann (NDR)

1999
Jury: Dirk Fuhrig, Lutz Hagestedt, Götz Schmedes. Gastgebender Sender: Hessischer Rundfunk (HR)
- Januar: Gespräche mit Lebenden und Toten von Swetlana Alexijewitsch in Bearbeitung von Frank Werner. Regie: Ulrich Gerhardt (SR/NDR/SFB-ORB/WDR) – Hörspiel des Jahres
- Februar: Vinyl Coda I von Philip Jeck (BR)
- März: Jenny von John von Düffel, Regie: Gottfried von Einem (RB)
- April: Mephisto von Klaus Mann in Bearbeitung von Michael Farin, Regie: Klaus Buhlert (BR/MDR)
- Mai: Jeff Koons von Rainald Goetz, Regie: Oliver Sturm (SWR/NDR)
- Juni: Sounds of Dancing von Kaye Mortley (HR)
- Juli: Take it or leave it von Raymond Federman. Bearbeitung und Regie: Ulrich Gerhardt (BR)
- August: Asylanten von Susanne Amatosero (DLR Berlin/SR/NDR)
- September: Bei unserer Lebensweise ist es sehr angenehm, lange im Voraus zu einer Party eingeladen zu werden nach Texten von Jane Bowles. Bearbeitung: Katharina Franck. Komposition und Regie: Ulrike Haage (BR)
- Oktober: Bugs & Beats & Beasts. von Andreas Ammer und Console (BR)
- November: Unter dem Gras darüber von Inge Kurtz und Jürgen Geers (HR)
- Dezember: Die Wahlverwandtschaften von Johann Wolfgang von Goethe. Bearbeitung und Regie: Walter Adler (NDR)

2000
Jury: Harry Lachner, Hans-Peter Kunisch, Stefanie Schild. Gastgebender Sender: Bayerischer Rundfunk (BR)
- Januar: Rutscher von Karl-Heinz Bölling, Regie: Joachim Staritz (DLR)
- Februar: Sprechakte 1 und 2 von Arkadi Bartow, Regie: Christiane Ohaus (RB)
- März: Blauzeugen von David Gieselmann, Regie: Christoph Kalkowski (DLR)
- April: CosmicMemos von HCD (d. i. Hermann Kretzschmar, Cathy Milliken, Dietmar Wiesner), Realisation: die Autoren (HR, BR, NDR, DRS2, ZKM Karlsruhe)
- Mai: Abriss von Ulrich Land, Regie: Jörg Schlüter (DLR/SWR)[4]
- Juni: Der Putsch von Rainer Aumund[5], Regie: Norbert Schaeffer (NDR)
- Juli: Ausweitung der Kampfzone von Michel Houellebecq, Regie: Martin Zylka (WDR)
- August: Die Wüste Lop Nor von Raoul Schrott in Bearbeitung von Michael Farin, Regie: Barbara Schäfer (BR)
- September: Ball-Spiele oder im Herzen der Worte – Zwölf Klangtableaus von Hugo Ball. Bearbeitung und Regie: Heinz von Cramer (SWR/DLR)
- Oktober: Dienstag von Helmut Krausser Regie: Bernhard Jugel und der Autor (BR) – Hörspiel des Jahres
- November: Valparaiso von Don DeLillo in Bearbeitung von Leonhard Koppelmann (WDR)
- Dezember: Der Zauberberg von Thomas Mann in Bearbeitung von Valerie Stiegele, Regie: Ulrich Lampen (BR)

2001
Jury: Frank Kaspar, Frank Olbert, Waldemar Schmid. Gastgebender Sender: Westdeutscher Rundfunk (WDR)
- Januar: Geist von Margaret Edson, Regie: Claudia Johanna Leist (WDR/NDR)
- Februar: Metropolis von Thea von Harbou. Bearbeitung: Michael Farin. Musik: Kalle Laar und Georg Zeitblom. Regie: Bernhard Jugel (BR) – Hörspiel des Jahres
- März: Fünf Sekunden Leben von Guy Helminger, Regie: Jörg Schlüter (WDR)
- April: Die Akte Rosa Peham (Rosa-Trilogie Teil 1) von Thomas Harlan und Michael Farin, Regie: Bernhard Jugel (BR/WDR)
- Mai: Dylan denken von Theo Roos und Günther Janssen (BR)
- Juni: Wie ich einen Hund gegessen habe von Jewgenij Grischkowez, Regie: Gabriele Bigott (SFB-ORB)
- Juli: Der Wert des Menschen von François Emmanuel, Regie: Walter Adler (HR)
- August: Pendelblut von Christa Ludwig, Regie: Andrea Getto (NDR)
- August: Anybody Home von Amina Gusner (RB) lobende Erwähnung
- September: Last Words von William S. Burroughs in Bearbeitung von Barbara Schäfer und Ulrike Haage (BR)
- Oktober: Gilgamesh von Raoul Schrott in Bearbeitung von Klaus Buhlert (BR)
- November: Norway. Today von Igor Bauersima in Bearbeitung von Norbert Schaeffer (DLR)
- Dezember: Die Meute der Mórrígan von Pat O’Shea in Bearbeitung von Andrea Otto, Regie: Annette Kurth (SWR)

2002
Jury: Jochen Meißner, Matthias Schümann, Sabine Wollowski. Gastgebender Sender: DeutschlandRadio Berlin
- Januar: Schlachtenbummler von Wolfgang Schmid und Martin Schulze, (DLR / Wolfgang Schmid / Martin Schulze) Lobende Erwähnung
- Januar: Die Wandlungen des Herrn Fähnrich oder Die Mühlsteine an der Weichsel von Eugeniusz Rudnik (Radio Lublin/SWR)
- Februar: Inzest von Christine Angot. Bearbeitung und Regie: Annette Kurth (WDR)
- März: Rosebud von Christoph Schlingensief, (WDR) Lobende Erwähnung
- März: Die Stimme des Hörers. Text und Regie: Eran Schaerf (BR) – Hörspiel des Jahres
- April: die sündenvergebmaschine – Ein Absurdical in sieben Phasen von half past selber schuld (d. i. Ilanit Magarshak-Riegg und Frank Römmele) (DLF)
- Mai: Bonte von Dirk Spelsberg, Regie: Ulrich Lampen (SWR)
- Juni: Mafarka, der Futurist von Filippo Tommaso Marinetti in Bearbeitung von Michael Farin, Regie: Klaus Buhlert (BR)
- Juli: Der Steppenwolf von Hermann Hesse in Bearbeitung von Valerie Stiegele, Regie: Christiane Ohaus (HR/RB)
- August: Täglich Brot von Gesine Danckwart, Regie: Beate Andres (DLR)
- September: House of God von Samuel Shem Bearbeitung und Regie: Norbert Schaeffer (MDR)
- Oktober: Die Blendung (2 Teile) von Elias Canetti in Bearbeitung von Helmut Peschina, Regie: Robert Matejka (NDR/DLR/BR/ORF)
- November: Einfach Schnickschnack von Daniil Charms Bearbeitung und Regie: Stefan Hardt (HR/NDR)
- Dezember: Seifenblasen oder Wie Kurt Tucholsky ein Drehbuch schrieb von Christa Maerker, Regie: Stefanie Lazai (DLR)

2003
Jury: Rolf Floß, Ralph Gambihler, Andreas Montag. Gastgebender Sender: Mitteldeutscher Rundfunk (MR)
- Januar: Supermarkt von Marlene Streeruwitz (WDR)
- Februar: Zweisprache Weiße Rose Sophie von Jörg-Michael Koerbl (SFB/ORF)
- März: Schundroman von Bodo Kirchhoff in Bearbeitung von Andrea Otte, Regie: Leonhard Koppelmann (SWR)
- April: Combray von Marcel Proust in Bearbeitung von Valerie Stiegele, Regie: Ulrich Lampen (BR)
- Mai: Kein Brief gestern, keiner heute (nach Texten von Franz Kafka) von Matthias Baxmann. Regie: Barbara Plensat (MDR) – Hörspiel des Jahres
- Juni: Die wunderbare Welt des Jean-Henri Fabre von Peter Steinbach, Regie: Marguerite Gateau (DLR)
- Juli: Der Melierdialog – Aus der Geschichte des Peloponnesischen Kriegs von Thukydides in Bearbeitung von Garleff Zacharias-Langhans, Regie: Ulrich Gerhardt (HR)
- August: Die Gesellschaft vom Dachboden von Ernst Kreuder in Bearbeitung von Klaus Buhlert (BR)
- September: Ist das Ihr Fahrrad, Mr. O’Brien? Eine Hörspielcollage aus der Welt der Wissenschaft und des Suffs von Albrecht Behmel, Regie: Nikolai von Koslowski (SR)
- Oktober: Schallarchiv – eine Trilogie von Bernhard Jugel und Ulrich Bassenge (BR)
- November: Sachalin – Die Insel von Anton Tschechow in Bearbeitung von Lothar Trolle, Regie: Klaus Buhlert (DLF/HR)
- Dezember: Schnittmuster der Liebe von Daniel Wedel (raumstation/WDR)

2004
Jury: Maike Schiller, Hans-Jürgen Krug, Rudolf Mittler. Gastgebender Sender: Norddeutscher Rundfunk (NDR)
- Januar: Epitaph von Heimrad Bäcker. Bearbeitung und Regie: Ronald Steckel (RB/WDR)
- Februar: Wie gut muss im Mond wohnen sein!. Text und Regie: Andreas Weiser (HR)
- März: Ein Schwarm Regenbrachvögel von Maarten ’t Hart. Bearbeitung und Regie: Norbert Schaeffer (HR)
- April: Der König des westlichen Schwungs von Britta Höper. Musik: Ulrich Bassenge. Regie: Leonhard Koppelmann (BR)
- Mai: Strahlungen von Ernst Jünger. Bearbeitung, Musik und Regie: Hermann Kretzschmar (HR)
- Juni: Pelle der Eroberer von Martin Andersen Nexø in der Bearbeitung von Caren Fischer. Musik: Paul Hoorn. Regie: Götz Fritsch (MDR)
- Juli: Onager. Text und Regie: Hermann Bohlen (RB)
- August: Für eine bessere Welt … von Roland Schimmelpfennig. Regie: Leonhard Koppelmann (HR) – Hörspiel des Jahres
- September: Sacht bescheid, denn com…ic! Kantomias rettet die Welt. von P.R. Kantate, Robert Ohm und Paul Plamper (Autorenproduktion)
- Oktober: Otherland von Tad Williams. Teil 1: Stadt der goldenen Schatten. Bearbeitung und Regie: Walter Adler (HR)
- November: Der Planet von Jewgenij Grischkowez. Bearbeitung und Regie: Gabriele Bigott. (RBB)
- Dezember: Der Mann ohne Eigenschaften. Remix. 20-teiliges Hörspiel nach dem gleichnamigen Roman von Robert Musil. Bearbeitung: Katarina Agathos, Klaus Buhlert u. Herbert Kapfer. Regie: Klaus Buhlert (BR/Hörverlag)

2005
Jury: Gaby Hartel, Renate Stinn, Frank Kaspar. Gastgebender Sender: Rundfunk Berlin-Brandenburg
- Januar: Im Krokodilsumpf. Text und Regie: David Zane Mairowitz (RBB)
- Februar: Die Dinge von Georges Perec. Bearbeitung und Regie: Norbert Schaeffer (HR)
- März: Quel beau voyage oder Was für eine schöne Reise von Guido Gin Koster. Regie: Corinne Frottier (NDR)
- April: Spaceman '85. Text und Regie: Andreas Ammer und Console (WDR)
- Mai: Die Novizen von Friedemann Schulz. Regie: Ulrich Lampen (HR)
- Juni: Spekulation Sommer. Text und Regie: Walter Filz (SWR, NDR)
- Juli: Föhrenwald. Text und Regie: Michaela Melián (BR)
- August: Boxhagener Platz von Torsten Schulz. Komposition: Ulrich Gumpert. Regie: Gabriele Bigott (RBB)
- September: Moby-Dick oder Der Wal. Adventure Cut nach einem Roman von Herman Melville. Übersetzung: Matthias Jendis. Bearbeitung, Komposition und Regie: Klaus Buhlert (BR)
- Oktober: Fleisch ist mein Gemüse von Heinz Strunk. Bearbeitung und Regie: Annette Berger (WDR/NDR)
- November: Mosaik. Text und Regie: Klaus Buhlert (HR/DLF) – Hörspiel des Jahres
- Dezember: Kältere Schichten der Luft von Antje Rávic Strubel. Komposition und Regie: Klaus Buhlert (DLF)

2006
Jury: Bettina Schulte, Hans Joachim Graubner, Achim Heidenreich. Gastgebender Sender: Südwestrundfunk (SWR)
- Januar: Hofmanns Elixier oder: Die Welt ist perfekt von Regine Ahrem und Michael Rodach. Komposition: Michael Rodach. Regie: Regine Ahrem (RBB)
- Februar: Disromanz von Michael Engler. Regie: Alexander Schuhmacher (NDR)
- März: Oberman nach Étienne Pivert de Senancour. Realisation und Musik: Rainer Römer (HR)
- April: Landschaft mit entfernten Verwandten. Hörstück von Heiner Goebbels. Komposition und Regie: Heiner Goebbels (SWR/Ensemble Modern)
- Mai: Immer dein, tuissimus – Ein Kapitel aus Dream von Samuel Beckett. Bearbeitung: Bernd Heinz. Regie: Oliver Sturm (HR)
- Juni: Das Dieter Roth Orchester spielt kleine wolken, typische scheiße und nie gehörte musik von Wolfgang Müller (BR)
- Juli: Das wird schon. Nie mehr lieben! Nach dem gleichnamigen Theaterstück von Sibylle Berg. Bearbeitung: Wolfgang Stahl. Regie: Sven Stricker (NDR)
- August: Das zwölfte Level von Friedemann Schulz. Regie: Martin Zylka (WDR) – 5.1 Mehrkanalton
- September: Enigma Emmy Göring von Werner Fritsch. Komposition: Sam Auinger. Regie: Werner Fritsch (SWR) – Hörspiel des Jahres
- Oktober: Paradiesische Aussichten von Faiza Guène. Bearbeitung und Regie: Beatrix Ackers (SR)
- November: Zeittraum. Der Ungarnaufstand 1956 – eine Radioperformance von Iris Disse. Feature in 5.1 Mehrkanalton (RBB/Magyar Rádió)
- Dezember: Die Serapions-Brüder von E.T.A. Hoffmann. Bearbeitung, Komposition und Regie: Klaus Buhlert (BR)

## Preisträger 2007 bis 2016
2007
Jury: Klaus Behringer, Raimar Eberhard, Christoph Schreiner. Gastgebender Sender: Saarländischer Rundfunk (SR)
- Januar: Träume von Günter Eich. Musik: Jo Ambros (1. Traum), Philipp Schaufelberger (2. Traum), Thomas Leboeg (3. Traum), Marcio Doctor (4. Traum), Martina Eisenreich (5. Traum) und Hans Schüttler (Epilog). Regie: Norbert Schaeffer (Leitung) mit Alexander Schuhmacher (1. Traum), Simona Ryser (2. Traum), Beate Andres (3. Traum), Sven Stricker (4. Traum) und Bernadette Sonnenbichler (5. Traum) (NDR)
- Februar: „Ich bin schon nicht mehr hier“. Musik: Anne Wiemann. Text und Regie: Daniela Kletzke. (RB/DKultur)
- März: Kampf im Äther oder Die Unsichtbaren nach dem gleichnamigen Roman von Arnolt Bronnen. Bearbeitung: Jürgen Peters und Oliver Sturm. Regie: Oliver Sturm (HR/DKultur/SWR)
- April: Tod eines Praktikanten von René Pollesch. Regie: der Autor (DKultur)
- Mai: ausgeartetes auspunkten von Franz Mon. Regie: der Autor (HR)
- Juni: Die Geschichte vom Franz Biberkopf nach dem Roman „Berlin Alexanderplatz“ von Alfred Döblin. Musik: Kai-Uwe Kohlschmidt und Tarwater. Regie: Kai Grehn (SWR/BR/RBB/Patmos Verlag)
- Juli: Raoul Tranchirers Bemerkungen über die Stille von Ror Wolf. Musik und Regie: Thomas Gerwin (SWR) – Hörspiel des Jahres
- August: Etwas mehr links. 10 Quickies für eine Nation mit rückläufiger Geburtenrate von Dunja Arnaszus. Regie: Judith Lorentz (RBB)
- September: Die Händler von Joël Pommerat. Musik: Andrea Carola Kiefer. Regie: Marguerite Gateau (SR)
- Oktober: Peymannbeschimpfung von Helgard Haug und Daniel Wetzel (Rimini Protokoll). Regie: die Autoren (DKultur)
- November: Doktor Faustus (10 Teile) von Thomas Mann. Regie: Leonhard Koppelmann (hr/BR)
- Dezember: Gras wachsen hören. Das biolingua Institut wird 100 Jahre alt. Klangkomposition von Katharina Bihler und Stefan Scheib (Liquid Penguin Ensemble) (SR)

2008
Jury: Barbara Alms, Sybille Simon-Zülch, Carsten Werner. Gastgebender Sender: Radio Bremen (RB)
- Januar: Speicher von Michaela Melián. Musik: Michaela Melián und Carl Oesterheit. Realisation: die Autorin (BR/Münchner Kammerspiele) – Hörspiel des Jahres
- Februar: Amok Koma von Alfred Behrens. Regie: Alfred Behrens (RBB)
- März: Vincent von Joey Goebel. Bearbeitung und Regie: Matthias Kapohl (WDR)
- April: … or the Loves of Painting and Music. SoundPainting nach William Turner von Nadja Schöning. Wortregie: Klaus Schöning (DKultur)
- Mai: My Body in 9 Parts von Raymond Federman. Übersetzung: Gaby Hartel. Regie: Götz Naleppa (DKultur)
- Juni: Ernst Ludwig Kirchner – Inside Out von Elke Heinemann. Regie: Martin Zylka (DKultur/WDR/RB)
- Juli: Kippenberger hören. Text und Regie: Oliver Augst und Rüdiger Carl (RBB, DKultur)
- August: Séance Vocibus Avium von Wolfgang Müller (BR)
- September: Ilias von Homer, Bearbeitung: Raoul Schrott, Regie: Klaus Buhlert (HR, DLF)
- Oktober: Ariel 15 oder Die Grundlagen der Verlorenheit von Helene Hegemann, Regie: Elisabeth Putz (DKultur)
- November: Die Störenfriede von Marion Aubert, Regie: Ulrike Brinkmann (SR/DLR Kultur)
- Dezember: Ruhe 1 von Paul Plamper (WDR/Museum Ludwig)

2009
Jury: Diemut Roether, Eva-Maria Lenz, Esther Boldt. Gastgebender Sender: Hessischer Rundfunk (HR)
- Januar: Tötet den Schiedsrichter nach dem gleichnamigen Roman der Gebrüder Presnjakow (Oleg und Wladimir). Bearbeitung: Andrea Czesienski und Gabriele Bigott. Regie: Gabriele Bigott (RBB)
- Februar: Krieg der Manifeste – Futurismus erobert Europa von Bernd Kempker (WDR)
- März: Frankfurt innen – außen von Andreas Horchler (HR)
- April: Huguenau oder die Sachlichkeit nach dem gleichnamigen Roman von Hermann Broch. Bearbeitung, Regie und Komposition: Klaus Buhlert (BR)
- Mai: Trilogie des Scheiterns, nach Wolfgang Koeppens Romantrilogie Tauben im Gras, Das Treibhaus, Der Tod in Rom. Bearbeitung und Regie: Leonhard Koppelmann und Walter Adler (HR/WDR/SWR)
- Juni: Bout Du Monde – Ende der Welt von Katharina Bihler und Stefan Scheib (Liquid Penguin Ensemble) (SR) – Hörspiel des Jahres
- Juli: Das dritte Buch über Achim nach dem gleichnamigen Roman von Uwe Johnson. Bearbeitung und Regie: Norbert Schaeffer und Dietmar Mues (NDR/MDR)
- August: Die Alarmbereiten von Kathrin Röggla. Regie: Leopold von Verschuer (BR)
- September: Leben und Schicksal nach dem gleichnamigen Roman von Wassili Grossman. Bearbeitung: Helmut Peschina. Regie: Norbert Schaeffer (NDR)
- Oktober: Verbrennungen nach dem gleichnamigen Theaterstück von Wajdi Mouawad. Bearbeitung und Regie: Ulrich Gerhardt (HR)
- November: Die Sicherheit einer geschlossenen Fahrgastzelle von Thilo Reffert. Regie: Stefan Kanis (MDR)
- Dezember: Das Haus nach dem gleichnamigen Roman von Mark Z. Danielewski aus dem Amerikanischen von Christa Schuenke. Bearbeitung: Thomas Böhm, Regie: Claudia Johanna Leist / Jörg Schlüter / Martin Zylka (WDR)

2010
Jury: Katrin Lange, Stefan Fischer, Wilhelm Trapp (Januar/Februar), Uli Aigner (ab März). Gastgebender Sender: Bayerischer Rundfunk (BR)
- Januar: Die Frau und die Stadt nach dem gleichnamigen Gedicht von Gerlind Reinshagen. Regie: Andrea Getto. Musik: Sabine Worthmann (HR)
- Februar: Alles ist Erpel von Holger Siemann. Regie: Gabriele Bigott (RBB)
- März: Huckleberry Finns Abenteuer – Teile 1 bis 5 nach Episoden aus Mark Twains gleichnamigem Roman. Bearbeitung und Regie: Alexander Schuhmacher (DKultur)
- April: Prima La Donna von Thomas Voigt. Regie: Thomas Wolfertz (WDR)
- Mai: Herzrhythmusgeräusche von Thomas von Steinaecker. Regie: Bernadette Sonnenbichler und Thomas von Steinaecker (BR)
- Juni: Es, im Zustand wie gesehen von Franz Mon. Regie: der Autor (HR)
- Juli: Die Vögel nach Oskar Sala von Andreas Ammer und Console. (WDR / Deutsches Museum München)
- August: Die Außerirdischen von Friedemann Schulz. Regie: Ulrich Lampen (HR)
- September: Vill Lachen Ohnewitz Hörstücke nur aus Ortsnamen von Judith Stadlin und Michael van Orsouw. Regie: Regine Ahrem (RBB)
- Oktober: Memory Loops – Tonspuren zu den Orten des NS-Terrors in München 1933–1945 von Michaela Melián. Realisation: Michaela Melián (BR) – Hörspiel des Jahres
- November: Liebesrap von Gesine Schmidt. Regie: Jean-Claude Kuner (DLF)
- Dezember: Der Process von Franz Kafka. Regie: Klaus Buhlert (BR)

2011
Jury: Frank Olbert, Kathrin Tiedemann, Felix Klopotek. Gastgebender Sender: Westdeutscher Rundfunk (WDR)
- Januar: publikumsberatung von Kathrin Röggla und Leopold von Verschuer. Regie: Leopold von Verschuer (BR)
- Februar: Gnosis oder Die Moabiter von Oliver Sturm. Regie: Oliver Sturm (hr/DLF)
- März: Veit von Thomas Harlan. Regie: Bernhard Jugel (BR)
- April: Der Aufstieg und Fall des Siggi S. Hörspiel in alemannischer Mundart von Oliver Wnuk, Regie: Mark Ginzler (SWR Studio Freiburg)
- Mai: Im Bild versinken – Giuseppe Zigaina und Pier Paolo Pasolini von Klaudia Ruschkowski und Giuseppe Maio, Regie: Giuseppe Maio (Deutschlandradio Kultur)
- Juni: Die Blüte des nackten Körpers – Musikalisches Spiel nach Liebeslyrik aus dem alten Ägypten von Raoul Schrott. Komposition / Realisation: Hermann Kretzschmar / Catherine Milliken / Dietmar Wiesner (SWR/HR)
- Juli: Disappearing Boxes – Meine Operngeschichte von Ergo Phizmiz. Realisation: Ergo Phizmiz (WDR)
- August: Vier Lehrmeister von Liao Yiwu. Komposition und Realisation: Liao Yiwu. Regie: Andrea Getto (NDR) – Hörspiel des Jahres
- September: Folge dem Schein von Philine Velhagen. Realisation: Philine Velhagen (WDR)
- Oktober: Mörder von Agnieszka Lessmann. Regie: Christine Nagel (DLF/SWR)
- November: Die Pranke der Natur (und wir Menschen) – Das Erdbeben von Japan, das die Welt bewegte, und das Zeichen von Tschernobyl nach einem Text von Alexander Kluge. Bearbeitung und Regie: Karl Bruckmaier (BR)
- Dezember: Das Verlorene Paradies von Tim Staffel (WDR)

2012
Jury: Berit Schuck, Jochen Meißner, Rafik Will. Gastgebender Sender: Deutschlandradio Kultur
- Januar: Die Gaza-Monologe – Hörspiel nach Texten von Jugendlichen aus dem Gaza-Streifen. Bearbeitung und Regie: Katrin Moll (Deutschlandradio Kultur)
- Februar: Europa, eine Plagiate-Saga von Till Müller-Klug. Regie: Thomas Wolfertz (WDR)
- März: Orphée Mécanique von Felix Kubin, Realisation: der Autor (BR) – Hörspiel des Jahres
- April: Ovale Fenster – Ein Hirnwettlauf im Allerhörbarsten von Thomas Weber und Volker Zander mit Texten von Dietmar Dath und Hermann von Helmholtz, Musik: Kammerflimmer Kollektief, Realisation: die Autoren (SWR)
- Mai: Unerwartete Ereignisse. Eine schwarze Komödie von Heinz von Cramer, Regie: Burkhard Schmid (HR)
- Juni: Domino von Christoph Buggert, Regie: Walter Adler (MDR/WDR)
- Juli: Rotoradio von Ferdinand Kriwet, Regie: der Autor (Deutschlandradio Kultur/WDR)
- August: Otto Mötö. Im Universum finnischer Motorenmusik. Aus den Archiven des Martti Mauri (1935–2003) von Gabi Schaffner, Regie: die Autorin (HR)
- September: Ganz in meiner Haut von Stéphanie Marchais, aus dem Französischen von Angela Kuhk, Regie: Jörg Schlüter (WDR); lobende Erwähnung: sich abarbeiten von Björn SC Deigner (SWR)
- Oktober: Oops, wrong planet! von Gesine Schmidt, Regie: Walter Adler, Komposition: Pierre Oser (DLF/WDR); Lobende Erwähnung: Conversations with Birds von Ergo Phizmiz (BR)
- November: Und dann von Wolfram Höll, Regie: Cordula Dickmeiß, Komposition: Tilman Ehrhorn (Deutschlandradio Kultur); Lobende Erwähnung: Dreileben von Gernot Grünewald (RBB/DKultur).
- Dezember: Radio Élysée. Aus Geschichte und Zukunft zweier Raumfahrernationen. Ein Überblick aus 384 Metern über Normalnull von Liquid Penguin Ensemble, Regie: Katharina Bihler und Stefan Scheib (Saarländischer Rundfunk)

2013
Jury: Andreas Montag, Rolf Floß, Norbert Wehrstedt. Gastgebender Sender: Mitteldeutscher Rundfunk (MDR)
- Januar: Pieta Piëch. Ein Dokumentarpassionsspiel von Walter Filz, Regie: der Autor (SWR)
- Februar: Das grüne Auge von Falun von Stephan Krass, Regie: Ulrich Lampen (SWR)
- März: La vie en vogue von Elodie Pascal, Regie: Elisabeth Putz (Deutschlandradio Kultur)
- April: Traumrollen von Jean-Claude Kuner, Regie: der Autor (DLF/HR) – Hörspiel des Jahres
- Mai: Der Kauf von Paul Plamper, Regie: der Autor (WDR/DLF/BR/Schauspiel Köln)
- Juni: Der Kormoran von Holger Böhme, Regie: Gabriele Bigott, Komposition: Tobias Morgenstern (MDR)
- Juli: Geschichte einer Liebe – Adele Schopenhauer und Sibylle Mertens-Schaaffhausen von Angela Steidele, Regie: Silke Hildebrandt (HR)
- August: Das Haus meines Vaters hat viele Zimmer von Arno Geiger, Regie: Leonhard Koppelmann (SWR)
- September: Ich Wir Ihr Sie von Inga Helfrich, Realisation: die Autorin (BR)
- Oktober: Im Inneren des Landes von Dirk Brauns, Regie: Stefan Kanis (MDR)
- November: Abzählen von Tamta Melaschwili, Regie: Elisabeth Putz (NDR/ORF)
- Dezember: Stille Nacht (Ruhe 3) von Paul Plamper, Regie: der Autor (WDR)

2014
Jury: Victoria Trauttmansdorff, Wolfgang Hegewald, Hans-Ulrich Wagner. Gastgebender Sender: Norddeutscher Rundfunk (NDR)
- Januar: Onno Viets und der Irre vom Kiez von Frank Schulz, Regie: Wolfgang Seesko, Komposition: Andreas Bick (NDR)
- Februar: Butcher's Block von David Lindemann, Regie: der Autor (Deutschlandradio Kultur); Lobende Erwähnung: Besänftigende Abfolge von Norbert Jochum (HR)
- März: Qualitätskontrolle oder Warum ich die Räuspertaste nicht drücken werde von Rimini Protokoll (Helgard Haug und Daniel Wetzel), Regie: die Autoren (WDR)
- April: Bouncing in Bavaria von Stefanie Lorey & Björn Auftrag, Regie: die Autoren (HR)
- Mai: Klaus Barbie – Begegnung mit dem Bösen von Peter F. Müller, Leonhard Koppelmann, Michael Müller, Regie: Leonhard Koppelmann (WDR)
- Juni: Nach dem Verschwinden. Ein fiktiver Dialog mit Ilse Aichinger von Christine Nagel, Regie: die Autorin (RBB)
- Juli: Bunyah von Catherine Milliken und Dietmar Wiesner nach Texten von Les Murray, Regie: die Autoren (SWR)
- August: Versuch über die kasachische Steppe. Lieder aus Stalins Lager von Oleg Jurjew und Olga Martynova, Regie: Andrea Getto (HR)
- September: Bei mir hing Vati immer pünktlich am Galgen von Niklas Frank, Regie: Christine Nagel (NDR)
- Oktober: Das Deutschlandgerät von Ingo Schulze, Regie: Stefan Kanis (MDR)
- November: Ickelsamers Alphabet von Liquid Penguin Ensemble, Regie: Katharina Bihler, Stefan Scheib (SR/D-Kultur) – Hörspiel des Jahres
- Dezember Nachtgeschwister, provisorisch von Wolfgang Hilbig und Natascha Wodin, Regie: Ulrich Lampen (MDR)

2015
Jury: Nathalie Singer, Hermann Beil, Oliver Bukowski. Gastgebender Sender: Rundfunk Berlin Brandenburg (RBB)
- Januar: Blowback – Der Auftrag und Hörgame-App Blowback – die Suche von Elodie Pascal, Regie: Elisabeth Putz (D-Kultur)
- Februar: Ob die Granatbäume blühen von Gerhard Meier, Regie: Janko Hanushevsky (DLF)
- März: Ich als Großprojekt von Till Müller-Klug, Regie: Thomas Wolfertz (WDR)
- April: Orpheus in der Oberwelt: Eine Schlepperoper von Andcompany & Co. (WDR)[6]
- Mai: Die Quellen sprechen. Die Verfolgung und Ermordung der europäischen Juden durch das nationalsozialistische Deutschland 1933–1945 Eine dokumentarische Höredition" (Teil 7) von Michael Farin, Regie: Ulrich Lampen (BR)
- Juni: The Black Hole Radio – Gespräche über das Nullwachstum und Lieder aus der Nachbarschaft von Luise Voigt mit der Gruppe huRRa!!, Regie: die Autorin (SWR)
- Juli: Unseres Herzens Gordischer Knoten. Diskretionen von Mary de Rachewiltz, der Tochter Ezra Pounds von Klaudia Ruschkowski, Regie: Giuseppe Maio (D-Kultur)
- August: Nicht mit mir von Per Petterson, Regie: Steffen Moratz, Komposition: Andreas Bick (D-Kultur/HR)
- September: Dshan von Lothar Trolle nach Motiven des Romans von Andrei Platonow in der Übersetzung von Alfred Frank, Regie: Walter Adler (SWR) – Hörspiel des Jahres
- Oktober: The Unknown von Matthew Herbert (BR/D-Kultur/ROC)
- November: Confirmation – Bestätigung nach der gleichnamigen Theaterperformance von Chris Thorpe, aus dem Englischen von Katharina Schmitt. Regie: Klaus Buhlert (SWR)
- Dezember: writing through genesis von Klaus Reichert. Komposition: Alessandro Bosetti (HR)

2016
Jury: Bettina Schulte, Hansgeorg Schmidt-Bergmann, Ludger Brümmer. Gastgebender Sender: Südwestrundfunk (SWR)
- Januar: Ich dachte in Europa stirbt man nie von Sarah Schreier, Regie: Alfred Behrens (RBB)
- Februar: Gadji Beri # 2016 von Christian Wittmann und Georg Zeitblom, Regie: wittmann/zeitblom (DLF/NDR/SWR/WDR)
- März: Eugénie Grandet 3-teiliges Hörspiel von Honoré de Balzac Bearbeitung: Helmut Peschina Regie: Marguerite Gateau (D-Kultur)
- April: Tower of Babel von Robert Wilson Regie: Robert Wilson, Komposition: Dom Bouffard & Hal Willner (HR/BBC/NDR/RBB/SWR)
- Mai: Manhattan Transfer 3-teiliges Hörspiel von John Dos Passos, Regie: Leonhard Koppelmann, Komposition: Hermann Kretzschmar (SWR/DLF)
- Juni: Die Erfindung der Roten Armee Fraktion durch einen manisch-depressiven Teenager im Sommer 1969 von Frank Witzel, Regie: Leonhard Koppelmann (BR)
- Juli: Normalverdiener von Kathrin Röggla, Regie: Leopold von Verschuer, Komposition: Bo Wiget (BR)
- August: Lila und Fred frei nach Friedrich Schillers „Kabale und Liebe“ von Cristin König Regie: die Autorin Komposition: Friederike Bernhardt (D-Kultur)
- September: Krieger im Gelee von Claudius Lünstedt, Regie: Cordula Dickmeiß, Komposition: Andreas Bick (D-Kultur)
- Oktober: Evangelium Pasolini von Arnold Stadler und Oliver Sturm, Regie/Realisation: Oliver Sturm (HR/DLF) – Hörspiel des Jahres
- November: Mainfest 50 / Du darfst mich töten, wenn du mich liebst von FALKNER Regie: die Autorin, Komposition: Manfred Engelmayr (HR)
- Dezember: In darkness let me dwell – Lieder aus der Finsternis des Duo Merzouga (Janko Hanushevsky, Eva Pöpplein), Regie: die Autoren (DLF/HR)

## Preisträger ab 2017
2017
Jury: Heiko Daniels, Bernd Leukert, Eva Maria Lenz. Gastgebender Sender: Hessischer Rundfunk (HR)
- Januar: Schere Faust Papier von Michel Decar, Komposition: Lukas Darnstädt, Regie: der Autor (D-Kultur)
- Februar: Coldhaven von John Burnside, Komposition bsmund Regie: Klaus Buhlert (SWR) – Hörspiel des Jahres
- März: Die verlorenen Söhne von Robert Schoen, Regie: der Autor (HR)
- April: Sie sprechen mit der Stasi von Andreas Ammer und FM Einheit, Regie: die Autoren (WDR)
- Mai: Lutherland 10-teilige Hörspielserie von Lorenz Hoffmann, Regie: Stefan Kanis (MDR)
- Juni: Follower von Eugen Ruge, Regie: Ulrich Lampen (MDR)
- Juli: Gold.Revue von Jan Wagner, Komposition: Sven-Ingo Koch, Regie: Leonhard Koppelmann (DLF/SWR)
- August: Nacht von Etel Adnan, Regie: Giuseppe Maio, Komposition: Ulrike Haage (DLF Kultur)
- September: Mein Freund Lennie oder Die Reise von Ulrich Gerhardt, Regie: der Autor (HR/RBB/DLF Kultur)
- Oktober: Patentöchter von Julia Albrecht und Corinna Ponto, Bearbeitung: Mirko Böttcher, Regie: Annette Kurth (WDR)
- November: Manitu von Holger Böhme, Regie: Gabriele Bigott (MDR)
- Dezember: Der Sprung vom Trottoir von Hubert Wiedfeld, Regie: Alexander Schuhmacher (HR)

2018
Jury: Regine Beyer, Viktorie Knotková, Benno Schirrmeister, gastgebender Sender: Radio Bremen (RB)
- Januar: Simeliberg von Michael Fehr, Regie: Kai Grehn, Komposition: Schneider TM (BR/RB)
- Februar: Die Feuerbringer – eine Schlager-Operetta von Tomer Gardi, Regie: Susanne Krings, Komposition: Rainer Quade und Christian Hecker (WDR)
- März: Blatnýs Kopf oder: Gott der Linguist lehrt uns atmen von Christine Nagel, Regie: die Autorin, Komposition: Peter Ehwald (RBB/DLF)
- April: Karl Marx statt Chemnitz von Thilo Reffert, Regie: Stefan Kanis (MDR)
- Mai: We love Israel. Ein Serial in 7 Folgen oder 2 Teilen von Noam Brusilovsky und Ofer Waldman, Regie: Noam Brusilowsky, Komposition: Tobias Purfürst / Yair Elazar Glotman (SWR)
- Juni: Meine Erinnerungen reißen mich in Stücke. Frei nach Motiven aus Mary Shelleys biografischen Notizen von Cristin König, Regie: die Autorin, Komposition: Friederike Bernhardt (DLF Kultur)
- Juli: Das Notizbuch vom Kiefernwald von Francis Ponge, Regie: Ulrich Lampen (HR)
- August: Des Teufels langer Atem. Vierteilige Reihe von Robert Weber, Regie: Annette Kurth (WDR)
- September: Paartherapeut Klaus Kranitz – Bei Trennung Geld zurück (Staffel 2) von Jan Georg Schütte und Wolfgang Seesko (RB/SR)
- Oktober: Unterleuten von Juli Zeh, Bearbeitung und Regie: Judith Lorentz (RBB/NDR)
- November: Auf der Suche nach den verlorenen Seelenatomen von Susann Maria Hempel, Komposition und Regie: die Autorin (RBB) – Hörspiel des Jahres
- Dezember: Die Welpen von Pawel Salzman, Bearbeitung, Komposition und Regie: Klaus Buhlert (DLF Kultur)

2019
Jury: Torsten Mergen, Ruth Rousselange, Georg Ruby, gastgebender Sender: Saarländischer Rundfunk (SR)
- Januar: Audio.Space.Machine – Ein Bauhaus-Konzeptalbum von wittmann/zeitblom, Komposition und Regie: die Autoren (DLF/NDR/SWR)
- Februar: Der letzte Schnee von Arno Camenisch, Regie: Geri Dillier, Komposition: Jul Dillier (SRF)
- März: Hafen von Mishka Lavigne, Regie: Anouschka Trocker, Komposition: Bo Wiget (SR/DLF Kultur)
- April: Geh dicht dichtig! Hörspieldialog mit Elfriede Gerstl von Ruth Johanna Benrath, Regie: Christine Nagel, Komposition: Lauren Newton (ORF/BR) – Hörspiel des Jahres[7]
- Mai: Guter Rat – Ringen um das Grundgesetz. Aus den Protokollen des Parlamentarischen Rates 1948–1949. Texte von Terézia Mora, Özlem Özgül Dündar, Georg M. Oswald, Frank Witzel, Regie: Annette Kurth, Petra Feldhoff, Claudia Johanna Leist, Thomas Leutzbach, Benjamin Quabeck (WDR/DLF/BR)
- Juni: 90° 0‘ 0‘‘ S von Maren Kames, Milena Kipfmüller und Claus Janek, Regie: Milena Kipfmüller (SWR)
- Juli: Die Anhörerin von Andreas Unger, Regie: Teresa Hoerl (BR)
- August: In Stanniolpapier von Björn SC Deigner, Regie: Luise Voigt (SWR)
- September: Baader Panik von Oliver Kluck, Regie: Leonhard Koppelmann, Komposition Georg Zeitblom (SWR)
- Oktober: Aufzeichnungen aus dem Irrenhaus von Christine Lavant, Bearbeitung und Regie: Peter Rosmanith, Komposition: Franz Hautzinger, Matthias Loibner und Peter Rosmanith (ORF)
- November: Teure Schwalben von Irmgard Maenner, Regie: Heike Tauch, Komposition: Janko Hanushevsky (DLF Kultur)
- Dezember: Woyzeck von Georg Büchner, Regie und Komposition: Stefan Weber (ORF)

2020
Jury: Lisa-Katharina Förster, Anna Steinbauer und Gerald Fiebig, gastgebender Sender: Bayerischer Rundfunk (BR)
- Januar: Die Toten haben zu tun – اﻟﻣوﻰﺗ ﻣﺷﻐوﻟون von Mudar Alhaggi und Wael Kadour, Regie: Erik Altorfer, Komposition: Martin Schütz (DLF)
- Februar: Die weite weite Sofalandschaft von Malte Abraham, Regie: der Autor, Komposition: Sebastian Jurchen (DLF Kultur)
- März: Wenn das noch geht, kann es nicht so schlimm sein von Benjamin Maack, Regie: Iris Drögekamp, Komposition: Nikolai von Sallwitz (NDR)
- April: türken, feuer von Özlem Özgül Dündar, Regie: Claudia Johanna Leist, Komposition: Schneider TM (WDR) – Hörspiel des Jahres
- Mai: The Revolution Will Be Injected von Orlando de Boeykens, Tucké Royale, Hans Unstern, Komposition und Regie: die Autoren (DLF Kultur)
- Juni: Erinnerungen einer Überflüssigen von Lena Christ, Realisation: Stefanie Ramb, Komposition: Evi Keglmaier, Greulix Schrank (BR)
- Juli: Güldens Schwester von Björn Bicker, Realisation: der Autor, Komposition: Derya Yildirim (BR)
- August: Keine Ahnung von Nele Stuhler, Regie: die Autorin, Komposition: Laura Eggert (DLF Kultur)
- September: Laute Nächte von Thomas Arzt, Regie: Andreas Jungwirth, Komposition: Hearts Hearts (ORF)
- Oktober: Ein Berg, viele von Magdalena Schrefel, Regie: Teresa Hoerl (BR)
- November: Atlas von Thomas Köck, Regie: Heike Tauch, Komposition: Janko Hanushevsky (MDR)
- Dezember: Zauderwut von Bettie I. Alfred, Regie: die Autorin (Autorenproduktion für den RBB)

2021
Jury: Margarete Affenzeller, Christine Ehardt, Florian Kmet, gastgebender Sender: Österreichischer Rundfunk (ORF)
- Januar: Nagelneu von Hendrik Quast und Maika Knoblich, Regie: die Autoren, Komposition: Katharina Stephan (WDR) – Hörspiel des Jahres
- Februar: Woanders. Ein Hörspiel in Auseinandersetzung mit Texten von Thomas Brasch von Diana Näcke, Christina Runge, Masha Qrella, Komposition: Masha Qrella, Andreas Bonkowski, Chris Imler (DLF Kultur)
- März: SIREN_web_client.exe von Christine Nagel, Regie: die Autorin (NDR/DLF)
- April: Feuersturm von David Paquet, Übersetzung: Frank Weigand, Regie: Anouschka Trocker (SR/DLF Kultur)
- Mai: Hier ist noch alles möglich von Gianna Molinari, Bearbeitung: Stephan Heilmann und Julia Glaus, Regie: Julia Glaus, Komposition: Fatima Dunn (SRF)
- Juni: Flüstern in stehenden Zügen von Clemens J. Setz, Bearbeitung und Regie: Philip Scheiner, Komposition: Stefan Martin Weber, Grilli Pollheimer (ORF)
- Juli: Dankbarkeiten von Delphine de Vigan, Bearbeitung und Regie: Irene Schuck (SWR)
- August: Die Arbeit an der Rolle von Noam Brusilovsky und Lucia Lucas (SWR)
- September: Das große Heft von Ágota Kristóf, Regie: Erik Altorfer, Musik: Martin Schütz (DLF/HR/SRF)
- Oktober: Alice Krimi-Hörspielserie in acht Folgen von Feo Frank, Regie: Eva Solloch (DLF Kultur/BR)
- November: Blume Wolke Vogel Fisch von Ruth Johanna Benrath, Regie: Stefan Kanis, Komposition: Janko Hanushevsky (MDR)
- Dezember: Das häßliche Universum von Laura Naumann, Regie: Julia Hölscher, Komposition: Tobias Vethake (DLF Kultur)

2022
Jury: Ania Mauruschat, Neo Hückler, Vito Pinto, gastgebender Sender: Deutschlandfunk Kultur (DLF Kultur)
- Januar: Das Schneckengrabhaus von Denijen Pauljević, Regie: Ralf Haarmann, Musik & Gesang: Irena Tomažin (BR)
- Februar: Satellitenbilder deiner Kindheit von Leon Engler, Regie: der Autor und Jörg Schlüter, Komposition: der Autor (WDR)
- März: All right. Good night. von Helgard Haug (Rimini Protokoll), Regie: die Autorin, Komposition: Barbara Morgenstern (WDR)
- April: Tot im Leben von Mona Winter, Regie: die Autorin, Komposition: Bülent Kullukcu (RBB)
- Mai: Anne Lister – Eine erotische Biographie von Angela Steidele, Regie: Luise Voigt, Komposition: Hans Peter Kuhn (HR)
- Juni: Pisten von Penda Diouf, Bearbeitung und Regie: Christine Nagel, Komposition: Niko Meinhold (NDR) – Hörspiel des Jahres
- Juli: Campo von Laura Uribe, Regie: Friederike Wigger, Komposition: Achim Zepezauer (DLF Kultur)
- August: Die Polizey von Björn SC Deigner, Regie: Luise Voigt, Komposition: Friederike Bernhardt (DLF Kultur)
- September: Alles Licht, das wir nicht sehen von Anthony Doerr, Regie: Petra Feldhoff, Komposition: Ulrike Haage (WDR)
- Oktober: Welcher Art die Wärme ist von Carmine Andreotti, Paola De Martin und Melinda Nadj Abonj, Bearbeitung und Regie: Erik Altorfer, Komposition: Martin Schütz (BR/SRF)
- November: Faust (hab’ ich nie gelesen) von Noam Brusilovsky, Regie: der Autor, Komposition: Tobias Purfürst (SWR)
- Dezember: Ein Käfer, der Erinnerungen frisst von Fabian Raith und Sofie Neu, Regie: die Autoren, Komposition: Martin Recker (DLF Kultur)

2023
Jury: Yasmine M’Barek, Miedya Mahmod, Horst Wegener, gastgebender Sender: Westdeutscher Rundfunk (WDR)
- Januar: Wes Alltag Antwort gäb von Gesche Piening, Regie: die Autorin, Komposition: Michael Emanuel Bauer (BR)
- Februar: Liberté von Maja Das Gupta, Regie: Alexandra Distler (BR)
- März: Pimp your life – per Knopf im Ohr zum Besten aller Leben von Tina Klopp, Regie: die Autorin, Komposition: Kiki Bohemia & Sicker Man (BR)
- April: Playblack Radio von Joana Tischkau und Jan Gehmlich, Regie: die Autoren, Komposition: Diana Ezerex, Sydney Frenz, Oihane Schmutte (WDR) – Hörspiel des Jahres
- Mai: Tiefer sinken auf sandigen Grund von Lena Müller und Leo Weyreter, Regie: Anouschka Trocker, Komposition: Margareth Kammerer (RBB)
- Juni: Die Woche von Heike Geißler, Bearbeitung und Regie: Stefan Kanis (MDR)
- Juli: Zärtlichkeiten. Zehn Geschichten über Nähe und Verbundenheit von Duygu Ağal, Fikri Anıl Altıntaş, Paulina Czienskowski, Theresia Enzensberger, Karen Köhler, Miku Sophie Kühmel, Jakob Nolte, Fabian Saul & Senthuran Varatharajah, Karosh Taha, Julia Weber, Regie: Judith Lorentz und Fabian Saul (DLF Kultur)
- August: V 13 – Chronique judiciaire von Emmanuel Carrère, Bearbeitung und Regie: Leonhard Koppelmann, Komposition: zeitblom (SWR)
- September: Desire – Über Sex, Arbeit und queeres Begehren von Tia Morgen, Regie: die Autorin und Tara Afsah, Komposition: Hanna Elizabeth Bratton (WDR)
- Oktober: Über das Verschwinden von Horst Konietzky, Regie: der Autor, Komposition: Ardhi Engl (ORF)
- November: Die Konferenz der Flüsse von Frank Raddatz und Denise Reimann, Regie: Leopold von Verschuer, Komposition: Bo Wiget (DLF Kultur)
- Dezember: Die vielen Stimmen meines Bruders von Magdalena Schrefel und Valentin Schuster, Regie: Anouschka Trocker, Komposition: Liz Albee (DLF Kultur)

2024
Jury: Clara Gauthey, Claude Pierre Salmony, Maria Ursprung. Gastgebender Sender: Schweizer Radio und Fernsehen (SRF)
- Januar: Im Auge des Sturms – Das Kapitol am 6. Januar 2021 von Maxi Obexer, Regie: Gerrit Booms (WDR) – Hörspiel des Jahres
- Februar: Fünf beste Tage von Erwin Koch, Bearbeitung, Komposition und Regie: Stefan Weber (SRF)
- März: Nie! Nie! Nie! von Wilhelm Genazino, Regie: Ulrich Lampen (SWR)
- April: Der Stein in der Tasche von Alexander Kluge, Regie: Karl Bruckmaier, Komposition: Mapstation (BR)
- Mai: Raumzeit von Luise Voigt, Regie: die Autorin, Komposition: Nicolas Haumann (HR/DLF Kultur)
- Juni: Mit Dolores habt ihr nicht gerechnet von Tucké Royale, Regie: der Autor, Komposition: Angy Lord, Ted Gaier, Yuriy Gurzhy, Paula Sell, Tucké Royale (RBB)
- Juli: Blaupause von Leonie Lorena Wyss, Regie: Henri Hüster, Komposition und Gesang: Sophia Kennedy (NDR)
- August: Mein Sohn, nephew und bács!! von Ephraim Kishon und Friedrich Torberg, Regie: Leonhard Koppelmann (ORF)
- September: Die Rassistin von Jana Scheerer, Regie: Steffen Moratz (MDR)
- Oktober: Kein König in Israel von Maxim Biller, Regie: Dominik Graf, Komposition: Florian van Volxem, Sven Rossenbach (SWR)
- November: Die Könige spielen die anderen von Gesche Piening, Regie: die Autorin: Komposition: Michael Emanuel Bauer (DLF Kultur)
- Dezember: Sei unser sicher sicher von Gesche Piening, Regie: die Autorin: Komposition: Michael Emanuel Bauer, Mathis Nitschke (BR)

2025
Jury: Laila Stieler, Sebastian Krumbiegel, gastgebender Sender: Mitteldeutscher Rundfunk (MDR)
- Januar: nicht vergeben
- Februar: nicht vergeben
- März: David Lindemann: Echokammer, Regie: der Autor (DLF Kultur)
- April: Ulrike Haage: Nichts ist, sagt der Weise – Hörspiel mit Texten von Mascha Kaléko, Komposition und Regie: die Autorin (RBB)
- Mai: Sathyan Ramesh: Lélé, Regie: Leonhard Koppelmann (HR)
- Juni: Maike Wetzel: Schwebende Brücken, Regie: Kai Grehn (SWR)
- Juli: Srebrenica. Ich zählte mein Leben nur noch in Sekunden von Armin Smailovic und Branko Šimić, Komposition: Damir Avdić (DLF KLutur)
- August: Oliver Sturm: Die Erschöpften, Regie: der Autor, Komposition: Andreas Bick (NDR/DLF)